# Kanton Mont-Saint-Martin
Kanton Mont-Saint-Martin (fr. Canton de Mont-Saint-Martin) je francouzský kanton v departementu Meurthe-et-Moselle v regionu Grand Est. Tvoří ho osm obcí. Před reformou kantonů 2014 ho tvořilo 8 obcí.

## Obce kantonu
od roku 2015:
| - Allondrelle-la-Malmaison - Baslieux - Bazailles - Beuveille - Boismont - Charency-Vezin - Colmey - Cons-la-Grandville - Cosnes-et-Romain - Doncourt-lès-Longuyon - Épiez-sur-Chiers - Fresnois-la-Montagne - Gorcy - Grand-Failly - Han-devant-Pierrepont - Longuyon | - Montigny-sur-Chiers - Mont-Saint-Martin - Othe - Petit-Failly - Pierrepont - Saint-Jean-lès-Longuyon - Saint-Pancré - Saint-Supplet - Tellancourt - Ugny - Ville-au-Montois - Ville-Houdlémont - Villers-la-Chèvre - Villers-le-Rond - Villette - Viviers-sur-Chiers |

před rokem 2015:
- Chenières
- Cosnes-et-Romain
- Cutry
- Gorcy
- Lexy
- Mont-Saint-Martin
- Réhon
- Ville-Houdlémont